# 후회 (1967년 영화)
"후회"는 1967년 공개된 대한민국의 영화이다. 김지미 등이 주연으로 출연하였고 김기덕이 감독을 맡았으며 홍의선 등이 제작에 참여하였다.

## 배역
- 김지미
- 한성
- 김진규

## 스태프
- 원작자: 이재우
- 조명: 박진수
- 미술: 노인택